# Джентил
Джентил (англ. Jenteal, настоящее имя — Реанна Линн Росси (англ. Reanna Lynn Rossi, 26 июня 1976 года, Оклахома, США — 30 октября 2020 года) — американская порноактриса, лауреатка премии AVN Awards.

## Биография
Родилась 26 июня 1976 года в Оклахоме, США. Выросла в Сакраменто. Затем переезжает в Лос-Анджелес и начинает сниматься в порнофильмах. Дебютировала в 1994 году, в возрасте 18 лет, в фильме New Faces, Hot Bodies 15. Это была первая и единственная сцена анального секса в её карьере. После съёмок в течение почти двух лет для разных продюсеров, в 1996 году подписала эксклюзивный контракт с Vivid, который продлится четыре года. С Vivid актриса играет преимущественно в лесбийские сцены, например, в Fashion Plate (1996), Heat (1997), Where the Boys Aren't 10 (1998) и Where the Boys Aren't 12 (2000), а также несколько гетеросексуальных, например, в Jenteal Loves Rocco (1997) и Riding Lessons (1997).
В 2000 году прекратила съёмки в связи с вступлением в брак. Снялась в 140 фильмах. С 2000 по 2005 год состояла в браке с Крейгом Кастером. У пары было двое детей.

## Премии
- 1996 AVN Award – Лучшее лесбийское порно (Fantasy Chamber) вместе с Фелесией и Мисти Рэйн[5]